# Jatinal, Sindgi
Jatinal là một làng thuộc tehsil Sindgi, huyện Bijapur, bang Karnataka, Ấn Độ.